# Starý Hrádok
Starý Hrádok (do roku 1948 Ovárky, maďarsky Kisóvár) je obec na Slovensku v okrese Levice v Nitranském kraji. Žije v něm 233 obyvatel. Vesnice leží deset kilometrů jižně od Levice, na levém břehu řeky Hron.

## Historie
Archeologické výzkumy dokládají osídlení z mladší doby kamenné. První písemná zmínka o vesnici pochází z roku 1239. V roce 1910 tu žilo 311 lidí, převážně Maďaři. V letech 1938–1945 byla obec připojená k Maďarsku.

## Služby
V obci se nachází fotbalové hřiště a veřejná knihovna.